# Tire-au-flanc (film, 1928)
Pour les articles homonymes, voir Tire-au-flanc.
Pour plus de détails, voir Fiche technique et Distribution.
Tire-au-flanc est un film français muet réalisé par Jean Renoir, sorti en 1928. Il s'agit de la deuxième adaptation à l'écran de la pièce à succès de 1904 d'André Sylvane et André Mouëzy-Éon après le film réalisé par Georges Lordier en 1912.

## Synopsis
Jean Dubois d'Ombelles, un jeune homme bourgeois et poète, est appelé à faire son service militaire en même temps que son valet, Joseph Turlot. Le poète est en butte aux brimades de la chambrée pendant que le valet multiplie innocemment les scandales. Las de subir la situation, le poète se compose un personnage apte à en imposer, et à un rythme échevelé met tout sens dessus dessous.

## Fiche technique
- Titre : Tire-au-flanc
- Réalisation : Jean Renoir
- Assistant réalisateur : Claude Heymann
- Scénario : Jean Renoir, Claude Heymann, Alberto Cavalcanti, André Cerf, d'après la pièce d'André Mouézy-Éon et André Sylvane
- Photographie : Jean Bachelet
- Décors : Erik Aaes
- Production : Pierre Braunberger
- Pays de production :  France
- Format : Noir et blanc - 1,33:1 - Film muet - 35 mm
- Genre : Comédie
- Durée : 81 minutes (2200 m)
- Date de sortie : France - 18 juillet 1928

## Distribution
- Georges Pomiès : Jean Dubois d'Ombelles
- Michel Simon : Joseph Turlot
- Félix Oudart : le colonel Brochard
- Fridette Fatton : Georgette
- Jean Storm : le lieutenant Daumel
- Paul Velsa : le caporal Bourrache
- Louis Zellas : Muflot
- Jeanne Helbling : Solange Blondin
- Maryanne : Madame Blondin
- Kinny Dorlay : Lily
- Esther Kiss : Madame Fléchois
- Manuel Raaby : l'adjudant
- Roland Caillaux : le sergent
- André Cerf : un « bleu »
- Max Dalban: un soldat de l'escouade
- Catherine Hessling : l'institutrice au bois et une fille devant la caserne
- Delphine Abdala : la chanteuse
- Marcel Lamontagne : un soldat de l'escouade
- Breugnot : un soldat de l'escouade
- Clairjane : un soldat de l'escouade
- Delacour : un soldat de l'escouade
- Got : un soldat de l'escouade
- Le Fournier : un soldat de l'escouade
- Mme Van Heutz

## Tournage
Plusieurs scènes sont tournées à la caserne Sully de Saint-Cloud.

## Édition
Le film est disponible en DVD dans un coffret avec La Chienne, On purge bébé et Catherine ou Une vie sans joie sorti en 2003 aux éditions Opening / Les Films du Jeudi / Les Films de la Pléiade.